# Heinz Röthke
Heinz Röthke (né le 19 janvier 1912, mort le 14 juillet 1966) a été avec Theodor Dannecker l'un des principaux responsables de la déportation des juifs de France de 1940 à 1944.

## Biographie
Pendant l'Occupation allemande, il est d'abord administrateur militaire à Brest avant de devenir, au début de l'année 1942, d'abord chef-suppléant puis en juillet 1942 chef du « Service juif »  à la SS avec le grade de Obersturmführer (lieutenant). Il dirige le camp de Drancy du 16 juillet 1942 au 2 juillet 1943. De juin 1943 à août 1944, il fait encore déporter 24 000 Juifs.
En 1945, Röthke fut reconnu coupable de crimes de guerre et condamné à mort par contumace. Il vécut après la guerre à Wolfsburg, où il travaille comme conseiller juridique et où il termine sa vie sans être inquiété.